# Lavori sporchi
Lavori sporchi (Dirty Jobs) è un programma trasmesso su Discovery Channel in cui il conduttore Mike Rowe viene ripreso mentre sta svolgendo incarichi difficoltosi, strani o molto sporchi caratteristici di alcune professioni. La trasmissione è cominciata con 3 episodi pilota nel novembre 2003, ritornando come serie il 26 luglio 2005. Gli episodi trasmessi su Discovery Channel Europa a volte includono scene che non compaiono nella versione statunitense.
In Italia la serie, in 31 episodi, viene trasmessa settimanalmente da Discovery Channel da mercoledì 12 settembre alle ore 22.00 e dal canale digitale DMAX.
Una caratteristica di questa trasmissione è la giustapposizione del conduttore, Mike Rowe, un distinto uomo di televisione, con le particolari situazioni da operaio in cui è messo, e le colorite personalità degli uomini e delle donne che normalmente svolgono quel lavoro per vivere.
La sigla del programma è la canzone We Care A Lot dei Faith No More.
La voce italiana di Mike Rowe nel programma è di Giorgio Bonino.

## Format
Un lavoratore prende il conduttore come un assistente completamente dedicato lungo tutta una giornata tipica di lavoro, durante la quale lavora duro per completare al meglio ogni obiettivo assegnatogli, a fronte di difficoltà, pericoli o situazioni palesemente disgustose. Il lavoro sporco, quasi sempre, include il cameraman Doug Glover, che alla fine è sporco come lo stesso Rowe. Il conduttore spesso scherza sul suo lavoro e lo descrive come "gioco sporco", ma non si prende mai gioco del lavoratore. Rowe e la trasmissione decisamente rispettano queste persone per il fatto di svolgere un lavoro che in media le persone non vorrebbero neanche avvicinare, e lo show comincia sempre con la frase :
(Mike Rowe)

## Storia
Lo show è uno spin-off di una parte di un programma che il conduttore Mike Rowe fece in una televisione locale di San Francisco, chiamato Qualcuno lo deve fare. Dopo aver completato un pezzo sull'inseminazione artificiale delle mucche, Rowe fu inondato di lettere che esprimevano "shock, orrore, interesse, incredulità e meraviglia". Rowe quindi mandò la registrazione a Discovery Channel che commissionò una serie basata su quel concetto. Lavori sporchi è ora prodotto da Craig Piligian (produttore esecutivo) della Pilgrim Film & Television. Il produttore esecutivo di Discovery Channel è Gena McCarthy.

## Episodi
Nel luglio 2006, vennero messe in onda due puntate speciali per la settimana degli squali di Discovery Channel, nelle quali Mike Rowe era alle prese con diversi lavori collegati agli animali, quale per esempio il collaudatore di un repellente per squali e di una muta anti squalo. Entrambi questi lavori necessitano di essere immersi in acque infestate di squali.
Verso la fine di agosto 2006, lo show raggiunse la pietra miliare del centesimo sporco lavoro di Mike Rowe. Questo evento venne celebrato con un episodio speciale di due ore che principalmente mostrava una giornata di lavoro di Mike presso il 187º Battaglione di ordinanza dell'esercito Americano presso Fort Jackson, in Carolina del Sud, insieme a degli errori e una presentazione della troupe. Alla fine dell'episodio Mike Rowe e Dave Barsky suonano in un duetto chitarra/banjo una canzone sui 100 lavori sporchi.
Ogni episodio finisce con un pezzo, di solito immagini del prossimo lavoro sporco, mentre Rowe dice agli spettatori che l'esistenza dello show dipende dai loro suggerimenti circa lavori sporchi da riprendere, e li istruisce su come visitare il sito ufficiale della trasmissione. Rowe ha sempre affermato, sia in video che fuori, che senza il contributo dei telespettatori, la trasmissione sarebbe stata perduta.
Dal 14 dicembre 2020 arriva su Discovery Channel una nuova serie in quattro parti, "Lavori Sporchi On The Road", in cui Mike e la sua squadra girano l'America alla ricerca dei posti che hanno fatto la storia di Lavori Sporchi.
A novembre 2021 Discovery annuncia una nuova stagione del programma a dieci anni dalla messa in onda dell'ultima, negli Stati Uniti la prima puntata è stata trasmessa il 2 gennaio 2022

### Pezzi non trasmessi
Secondo l'artista Stephen Paternite, Lavori sporchi lo ha filmato nel 2003, decidendo infine di non trasmetterlo perché ritenuto "troppo estremo". Il pezzo li mostra insieme mentre lavorano su cadaveri di animali che Paternite trasforma in opere d'arte. Il video è disponibile su YouTube sotto il nome Too Gross for Discovery. In un'intervista Rowe cita inoltre l'esistenza di alcuni pezzi che hanno deciso di non trasmettere perché troppo perturbanti, tra cui una "body farm" (dove si conservano i cadaveri per esaminarne il processo decompositivo) e investigatori sulla scena del crimine. Anche pezzi messi in onda sono stati modificati, come quello del pulitore di teschi.

## Musica
Il tema musicale dello show era originariamente We care a lot dei Faith No More. Nella prima metà del 2007 fu sostituita da una generica sigla per il peso economico dei diritti d'autore.
Rowe spesso canta in camera durante alcuni episodi facendo la parte del cantante d'opera. Nell'episodio 47 (Poo Pot Maker), Rowe imita i gondolieri di Venezia mentre remano nella laguna e canta: O Solo mio/Don't know the words/ I'm paddling 'round/On ponds of turds...

## Promozione
Per il lancio della trasmissione in Italia, l'agenzia Guerrilla S.r.l. ha fatto realizzare dei P-Stickers distribuiti tra 100 bagni di altrettanti locali tra Milano, Roma, Bologna e Napoli. I P-Stickers sono adesivi speciali che, posizionati nella tazza del water, restano invisibili fino al contatto con il calore dell'urina, per poi riscomparire con il freddo dell'acqua dello sciacquone.